# Epimetasia rhodobaphialis
Epimetasia rhodobaphialis is een vlinder uit de familie van de grasmotten (Crambidae), uit de onderfamilie van de Odontiinae. De wetenschappelijke naam van deze soort is voor het eerst voorgesteld als Metasiodes rhodobaphialis door Émile Louis Ragonot in een publicatie uit 1894.
De soort komt voor in Oezbekistan.